# Videoigra
Videoigra je interaktivni elektronički računalni program namijenjen za zabavu. Najčešće se odvija na računalu, mobitelu ili igraćim konzolama s video zaslonom, kao što su računalni monitor ili TV. U novije vrijeme je jedan od najpopularnijih oblika zabave u svijetu. Videoigre se iz dana u dan razvijaju i poboljšavaju u tehničkim karakteristikama. Postaju sve važniji gospodarski čimbenik mnogih zemalja.
Osnovni zahtjevi videoigara su izlazni grafički uređaji (najčešće monitor), te ulazni grafički uređaji. Mnoge novije igre zahtijevaju grafički procesor i mrežnu opremu.

## Povijest
Povijest videoigara seže do 1947. godine kada je Thomas T. Goldsmith patentirao ideju elektroničke igre na CRT ekranu. Kroz rane 1950-ete pojavljuju se prve prave videoigre na Ferranti Mark I, prvom komercijalnom računalu u svijetu. Draughts (dama) i OXO (križić-kružić) su 1952. postale prve izrađene softverske videoigre. Prva videoigra koja je bila predstavljena javnosti bila je Tennis for Two (tenis za dvoje) Williama Higinbothama 1958. godine.
Popularna videoigra koja se dugo držala kao prvom bila je Spacewar! iz 1961. godine koju su osmislili dva studenta Massachussetskog instituta za tehnologiju (MIT) prema znanstveno-fantastičnoj priči Skylark. Mnogo videoigara prve generacije, sve do 1980-ih, su bile tekstualne igre.
Prva generacija videoigara sastojala se od tekstualnih igara. To su bile igre u kojima je igrač ručno unosio zapovijedi i tako određivao kuda se želi kretati. Druga generacija videoigara predstavljala je mješavinu tekstualnih igara i igara sa statičnom grafikom. Vodeći žanr u 70-im i 80-im godinama 20. stoljeća bile su tekstualne avanture. Prva tekstualna avantura bila je Adventure (Crowther and Woods 1976), napravljena 15 godina nakon Spacewara. 
Kako se sklopovlje razvijalo, tako su i igre postajale kompleksnije. Računala 80-ih godina bila su već dovoljno snažna da pokrenu igre s grafikom, pa je došlo razdoblje grafičkih avantura na arkadnim mašinama i igraćim konzolama. Dolaskom miša tekstualno sučelje je zamijenjeno grafičkim. Tako su u osamdesetim godinama strateške igre preuzele titulu najpopularnijih. 
S razvitkom tehnologije računala su postala dovojno jaka da renderiraju 3D računalne grafike, pa je to dovelo do pojavljivanja novih žanrova kao što su simulacije letenja i vožnje automobilom. Također je došlo do unaprijeđenja postojećih žanrova. U ranim devedesetim godinama razvojna kuća Apogee Software je kreirala demoverzije igara, što je igračima omogućilo da prvi dio igre probaju besplatno, ali su za ostatak igre morali platiti.
FPS žanr je kreiran predstavljanjem igre Wolfenstein 3D (id Software, 1992. godine). Wolfenstein 3D predstavlja jednu od najprodavanijih igara svih vremena.
Dok su procesori vodećih Sega i Nintendo igraćih konzola radili na frekvenciji između 3 i 7 MHz, 486 PC CPU je radio na mnogo većih 66 MHz što mu je omogućavalo da izvrši puno veći broj proračuna u sekundi. 1993. godine id Software je izdao pucačinu u provom licu Doom koji je bio prijelomna točka u grafici i dizajnu za to vrijeme.

## Žanrovi

### Akcijske igre
Ova vrsta igara je možda najjednostavnija i jedna od najstarijih. Iz ove kategorije proizašle su mnoge druge podkategorije kao što su platforme, „Beat 'em up” i „Shoot 'em”. Većina igara je rađena u 2D okruženju, a razvojem iz njih su proizašle 3D tj. FPS, 3D platforme, avanture itd. Jedna od najpoznatijih igara ovoga tipa je Super Mario Bros.

### Avanture
Razvoj avantura počinje 1970. s Colossal Cave Adventure avanturom, kasnije poznatom kao Zork serijal. Igrač je bio glavni lik priče, tijekom igranja nailazio bi na razne zagonetke riješavajući dio po dio uz razne predmete. Prve igre ovoga tipa bile su tekstualne i igrač je zapovjedi davao tekstualnim putem (na primjer, „idi naprijed“ - eng. go up, ili „pokupi to“ - eng. pick up) i računalo bi ispisivalo reakcije na to. S razvojem grafike razvijaju se i avanture pa umjesto tekstualnih zapovijedi sada bi igrač uz pomoć miša davao zapovijedi. Ove igre se sada zovu pokaži i klikni eng. point-and-click avanture i stekle su veliku popularnost zahvaljujući serijalima kao što su Monkey Island, King's Quest, Broken Sword ili Gabriel Knight.

### Arkade
Arkade predstavljaju sve igre koje se igraju na određenim strojevima uz pomoć žetona ili novca. Rade na principu da se nakon ubacivanja novca ili žetona dobije određen broj bodova (života) ili vremena. Ove igre se obično nalaze u zabavnim parkovima, centrima, kafićima itd.
Najpoznatije igre ovoga tipa su: poker i slot. Pored ovih igara u arkadne igre spadaju i fliper, pikado, stolni nogomet itd. Između kasnih 1970-ih i ranih 1980-ih mnogo arkadnih videoigara dolazi iz Japana za američko tržište, tipa Space Invaders i Donkey Kong.

### Horor preživljavanja
Horor preživljavanja (eng. Survival Horror) je žanr u kojem vodite jednog lika i pokušavate preživjeti u rigoroznim uvjetima. Element straha je sveprisutan. Igre znaju biti teške u pogledu akcije i rješavanja raznih zagonetki. Grafički su prevladavale prerendirane pozadine radije nego 3D (radi većeg realizma). Prizori krvi su često naveliko i naširoko prisutni, kao i mnogo nasilnih i morbidnih scena, stoga se ne preporučuju mlađim igračima, niti onima sa slabim srcem. Neke igre su čak i zabranjene u pojedinim državama.
Najpoznatije igre ovoga tipa su: Resident Evil, Alone in the Dark ...

### Simulacije

#### Upravljačke simulacije
U simulacije također spadaju i igre kao što je to The Sims, igra u kojoj igrač simulira život računalnih likova kroz razne radnje kao u realnom životu ili SimCity, gdje je cilj izgraditi grad, usput svladavajući razne prepreke. Prema tome, simulacija je opširan pojam i iz njega su proizašle razne kategorije kao što su igra Boga (eng. God game), strategija u realnom vremenu itd.
Najpoznatije igre ovoga tipa su: The Sims, Black&White, SimCity, Tycoon City: New York.

#### Simulacije vožnje i letenja
Ove se ipak izdvajaju kao posebna grupa, jer su često na granici i sa sportskim igrama. Tako simulacije vožnje mogu biti i sportska natjecanja, ali i razne arkadne igra kao Need for Speed serijal.
To su igre gre kao što su Microsoftov Simulator letenja (eng. Flight Simulator), igra u kojoj igrač preuzima ulogu pilota zrakoplova, ili druge koje simuliraju svemirske letjelice.

#### Simulacije života
Pod simulacijama života se podrazumijevaju igre u kojima se simulira stvarni život ili neki njegovi dijelovi.
Neke od igara koje spadaju pod simulaciju života su serijal The Sims i serijal Creatures (Creatures 1, Creatures 2, Creatures 3, Docking Station), Spore.

### Sportske igre
Sportske igre su igre koje simuliraju određenu vrstu sporta. Jako su popularne i simuliraju sve vrste sportova uključujući nogomet, košarku, odbojku, rukomet, golf, ragbi, bejzbol, kuglanje, ribolov, lov, boks itd. Sve igre uglavnom sadrže imena pravih igrača, a svake godine izlaze nove verzije igara pa se istovremeno i ažuriraju s novim igračima. Najpoznatiji izdavač ovih igara je firma EA Sports.
Najpoznatije igre ovoga tipa se uglavnom zovu po organizacijama, ligama ili pojedincima koje su u njima u prvom planu: FIFA Soccer, NBA Live, NHL, Tiger Woods, Sensible world of soccer i druge.

### FPS - pucačina u prvom licu
FPS (eng. First-Person Shooter, pucačina u prvom licu) se može smatrati kao podkategorija akcijskih pucačina. Igre su rađene u trodimenzionalnom okruženju i u potpunoj interakciji igrača i okoline. Također mnoge igre s pogledom iz trećeg lica se smatraju FPS igrama kao što su Star Wars Battlefront, Unreal Tournament 2004, Duke Nukem 3D. Pored običnih postoje i tzv. šunjalice ili „stealth-based games” kao što je Splinter Cell, Assasin's Creed serijal i Thief. FPS igre su jako popularne i spadaju u grupu najprodavanijih igara danas.
Najpoznatije igre ovoga tipa su: Half-Life, Counter-Strike, Quake, Doom, Halo, Far Cry te serijal Call of Duty.
"Search and destroy" (prevedeno na hrvatski "pronađi i uništi") mod je igre koji se najčešće pojavljuje u FPS videoigrama. Igrači su podijeljeni u dva tima, jedan tim brani određeni cilj, dok drugi tim ima zadatak uništiti taj cilj, i to sve u određenom vremenskom razdoblju

### RTS - strategije u realnom vremenu
RTS (eng. Real-Time Strategy, - strategija u realnom vremenu) bi bila igra u kojoj se ne igra na poteze, kao u TBS (turn-based strategy) igrama, već u realnom vremenu. Igrač upravlja nad jednom nacijom i razvija je vojno i ekonomski da bi na kraju porazio drugog igrača. Prva igra ovoga tipa izašla je 1983. - Stonkers i bila je napravljena za ZX Spectrum. Najveću popularnost RTS doživio je zahvaljujući Westwood i Blizzard studiju koji su bili zaslužni za Command & Conquer odnosno Warcraft serijal zahvaljujući kojem je RTS stekao veliku popularnost. Po mnogima, najizbalansiranija RTS igra je Starcraft, u izravnom srodstvu s Warcraft igrama, čiji multiplayer mod je i sada, desetak godina kasnije, popularan među igračima.
Najpoznatije igre ovoga tipa su: Warcraft serial, StarCraft, Command & Conquer, Age of Empires, Dune serial.

### RPG - igre igranja uloga
RPG (eng. Role-Playing Game, igra igranja uloga) su igre u kojoj igrač preuzima ulogu lika i prolazi kroz igru putem naracije, odnosno interakcije s ostalim NPC (non-playing characters) računalno vođenim likovima. Igrač ima potpuno kreativnu kontrolu nad pričom. Bitni pogledi ovih igara jesu kreiranje i daljnje unapređivanje likova. U tijeku igre igrač dobiva XP bodove (Experience Points) koje troši na daljnji razvoj lika. RPG se mogu podijeliti na 2 vrste:
- Zapadnjačke
- Japanske

Glavna razlika između ovih igara je u tome što su japanske igre više linearne i igrač nema punu kontrolu nad pričom. Također, u zapadnjačkim igrama konstrukcija lika je potpuno drugačija od japanske, pa tako prilikom kreiranja likova igrač može birati rasu i klasu. Klase u većini igara su slične pa igrač može birati između Warrior, Mage, Necromancer, Monk, Archer. Svaka klasa se odlikuje određenim atributima koje se povećavaju kako igrač napreduje kroz igru i svaka klasa ima specijalne moći pa tako Necromancer podiže mrtve, Mage baca magije, Monk liječi itd. Sve ove klase imaju svoje prednosti i mane. U japanskim RPG igrama glavni junak priče je najčešće ratnik. Jedno od karakteristika japanskih igara jesu 4 elementa svijeta, vatra, voda, zrak i zemlja koja su u većini igara povezana s određenim neprijateljima, odnosno bićima.
Najpoznatije igre ovoga tipa su: Final Fantasy serijal, Baldur's Gate, Mass Effect, Planescape: Torment, Icewind Dale serijal, Fallout, Fallout 2, Fallout 3, Diablo, Diablo 2, Morrowind, Neverwinter Nights serijal, Star Ocean, Grandia, Lunar, Chrono Trigger, Chrono Cross, Witcher III: Wild Hunt i Suikoden.
Najpoznatiji izdavači ovakvih igara su BioWare, Bethesda, Black Isle Studios (ugašen), Square Enix, CD Projekt RED.

### MMO
Pod MMO (eng. massive multiplayer online, masivno višeigračka igra putem interneta) se podrazumijevanju mrežne igre koje najednom igra velik broj igrača. Jedan od žanrova MMO-a je MMORPG.  

#### MMORPG - Masivno višeigračka igra igranja uloga
MMORPG (eng. massive multiplayer online role-playing game, masivno višeigračka igra igranja uloga putem interneta) je jedan od najnovijih vidova igranja i ujedno u najbržem rastu zbog isplativosti za proizvođače jer se za ove igre najčešće plaća mjesečna pretplata. Izuzeci su besplatne igre ovoga tipa kao što su Silkroad Online, Knight Online, Anarchy Online itd. Jedna karakteristična igra za ovaj žanr je Guild Wars jer je to jedina MMO igra koja ne zahtijeva mjesečnu pretplatu nego samo kupljeni original. Najpopularnija MMO igra jest World of Warcraft koja ima oko 11 milijuna igrača širom svijeta.

## Računalne igre hrvatskih autora
U Hrvatskoj je od 1990. do 2006. objavljeno gotovo 30 velikih računalnih igara. Od toga ih je deset uspjelo u inozemstvu.
- Starpoint Gemini 2
- Doodle Jump
- Serious Sam
- Free Croatia
- Gas Guzzlers
- Sickbrick
- Sraz
- Sunčica
- Legacy - Dark Shadows
- Urban jungle[2]
- SCUM[3]

## Primjeri
- Evil Genius
- Minesweeper
- Sokker
- Ninja Gaiden Sigma